# Tuleň leopardí
Tuleň leopardí (Hydrurga leptonyx), přezdívaný také mořský levhart, je druh ploutvonožce z čeledi tuleňovití (Phocidae). Jedná se o jediného zástupce rodu Hydrurga. Tento dravý tuleň se vyskytuje v mořích kolem Antarktidy od pobřežních oblastí přes souvislejší vrstvu ledových ker (pack ice) až po subantarktické ostrovy. Žije samotářsky. Jeho celková populace se v roce 2001 orientačně odhadovala na 35 500 jedinců (rozsah 10 900–102 600). Délka těla samců dosahuje ke 3,3 m, samice mohou měřit až 3,6 m a výjimečně snad i více. Po rypouši sloním se jedná o největšího ploutvonožce antarktických moří. Zbarvení srsti je protistínové: seshora tmavě šedé až namodralé, dole stříbrné. Celou srst pokrývají tmavé fleky.
Doba říje nastává nejčastěji v listopadu a prosinci. Samice vrhá pouze jedno mládě za rok. Tuleň leopardí loví velké živočichy (hlavně tučňáky a jiné ploutvonožce) a zároveň se živí zooplanktonem, což je v rámci savců unikátní kombinace. Jídelníček doplňuje desetiramenatci, mořskými ptáky, rybami nebo korýši. Dvojité potravní specializaci (velká kořist a zooplankton) odpovídá i jeho chrup, který se skládá z řezáků a špičáků pro zpracování velké kořisti, a zadních trojhrotých zubů pro filtrování krilu. Tuleň leopardí stojí ve svém biotopu na vrcholu potravního řetězce; jeho jediným přirozeným predátorem je kosatka dravá. Jsou známy vzácné případy útoku tuleně leopardího na člověka, z nichž jeden byl dokonce smrtelný. Druh akutně nic neohrožuje, pročež je považován za málo dotčený.

## Systematika
Druh poprvé popsal francouzský zoolog Henri Marie Ducrotay de Blainville v roce 1820. Binomické jméno druhu zní Hydrurga leptonyx. Jedná se o jediného zástupce rodu Hydrurga. Tuleň leopardí tvoří spolu s dalšími třemi zástupci antarktických tuleňů (tuleň krabožravý, Weddellův, Rossův) tribus Lobodontini. Tento taxon tvoří sesterskou skupinu k tribu Miroungini (rypoušové), od kterého se vydělil někdy v pozdním miocénu. Nejbližším příbuzným tuleně leopardího je tuleň Weddellův.

## Popis

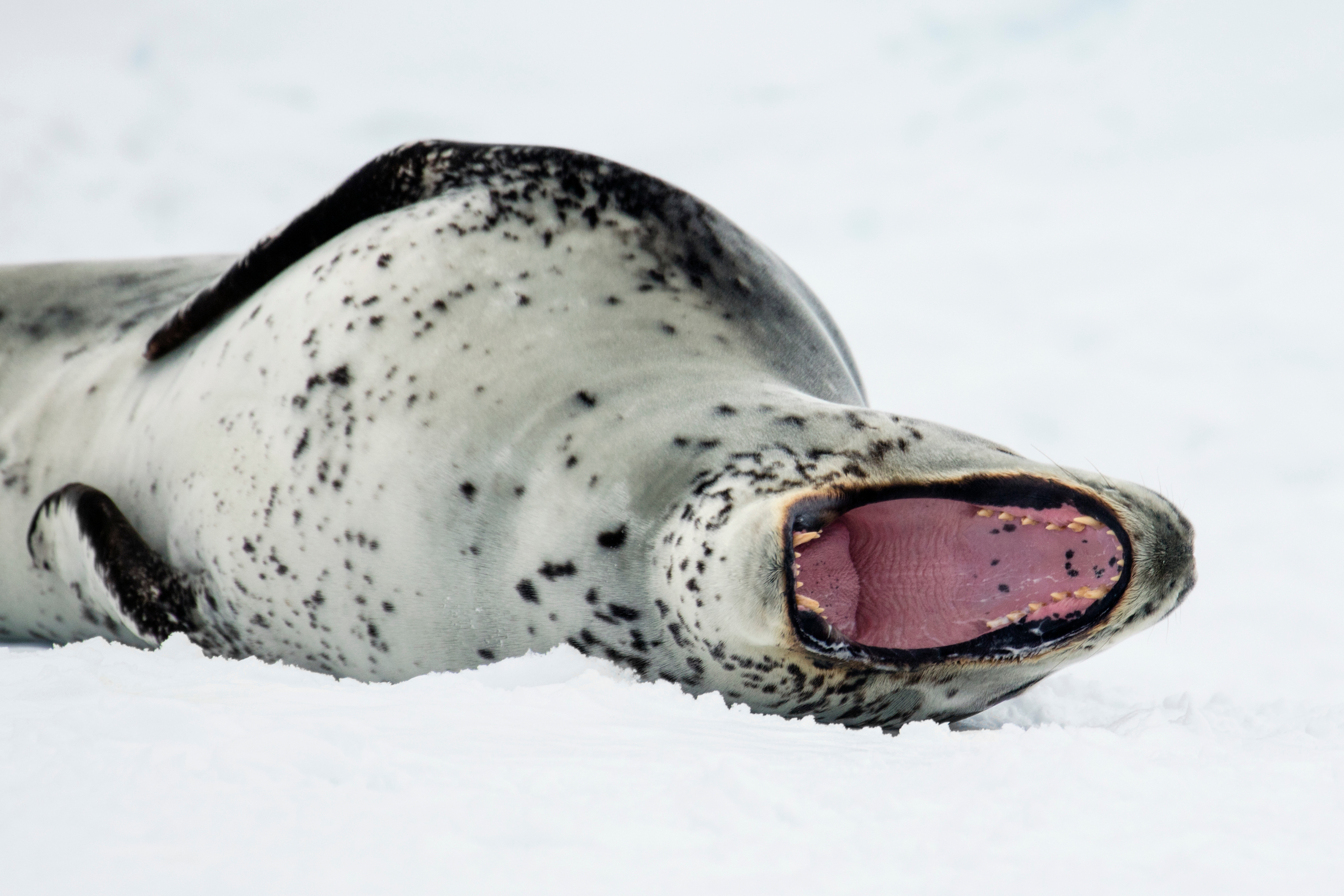
Tuleň leopardí ukazuje svou mohutnou tlamu

Tuleň leopardí má dlouhé, hydrodynamické, štíhlé tělo s dlouhými předními ploutvemi. Ty jsou na rozdíl od ostatních tuleňovitých značně prodloužené, plně osrstěné, s prsty postupně se prodlužujícími s rostoucí délkou ploutve (srv. např. s tuleněm kuželozubým, jehož prsty jsou stejné délky), což dává ploutvím hydrodynamický tvar připomínající křídla. Prstní klouby jsou zjednodušené a tkáň kolem prstů je velmi tlustá, což umožňuje jen minimální pohyblivost prstních článků, avšak tuleň dokáže efektivně a umně manévrovat s celou ploutví. Na konci prstů se nacházejí drápy, které však dalece přesahuje tkáň ploutví, takže ploutevní okraje jsou hladké a nepřerušované, což je běžné hlavně u lachtanovitých. Dlouhé přední ploutve jsou hojně využívány při plavání pod vodou, což je opět znak připomínající spíše lachtanovité než tuleňovité, a je patrně důsledkem konvergentní evoluce. Srst je zbarvena na principech protistínu. Na hřbetě vládne tmavě šedá až světle černá, na bocích má srst náznaky modré. Spodina je bílá až stříbrná, přičemž přechod mezi tmavými boky je poměrně ostrý. Srst tuleně je pokryta nepravidelnými tmavšími skvrnami. Rozmístění skvrn na těle tuleně leopardího je unikátní a může sloužit vědcům k identifikaci jednotlivců (podobně jako např. jizvy), nicméně skvrny mohou s věkem přibývat.

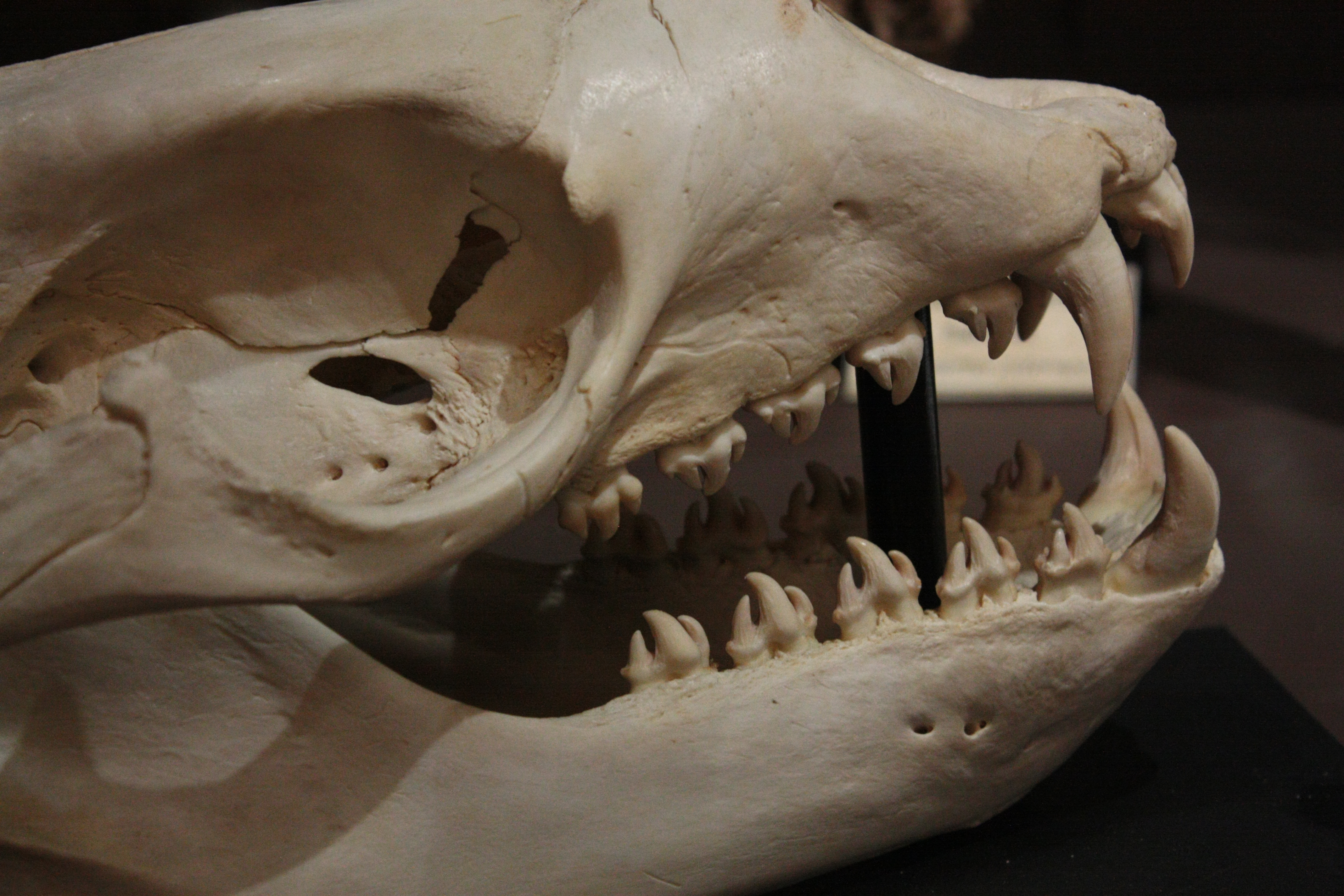
Lebka s patrnými dlouhými špičáky a zadními trojhrotými zuby

Čelo je extrémně nízké případně zcela chybí, což spolu s velkou tlamou způsobuje, že hlava svým tvarem připomíná hlavu plaza. Tlama je vzhledem k velikosti hlavy abnormálně velká a tuleň ji také dokáže rozevřít do obrovských rozměrů. Čelisti tuleně leopardího jsou nejdelší ze všech ploutvonožců. Hmatové vousky jsou světlé, krátké a nenápadné. Špičáky jsou velmi dlouhé a ostře zašpičatělé. Zadní špičáky (post-canine, PC, čili zuby umístěné v zadní části čelisti v místě lidských stoliček, dále jen „zadní špičáky“) jsou trojhroté s prostředním větším a postranními menšími hroty. Podobné zuby má tuleň krabožravý, jehož zadní špičáky nicméně mají vícero postranních hrotů. Zubní vzorec je I 2/2, C 1/1, PC 5/5, čili 32 zubů.
Dospělé samice dosahují délky těla 2,9–3,6 (max. 3,8 m, neověřené záznamy hovoří až o 4,5 m) a váží 300–500 kg. Samci měří 2,8–3,3 m a váží kolem 300 kg. Novorozeňata mají na délku 1–1,6 m a váží 30–35 kg, jejich zbarvení srsti připomíná dospělce s tím rozdílem, že jejich chlupy jsou delší, jemnější a srst hustší. Tuleň leopardí se může dožít 26 a více let.

## Rozšíření

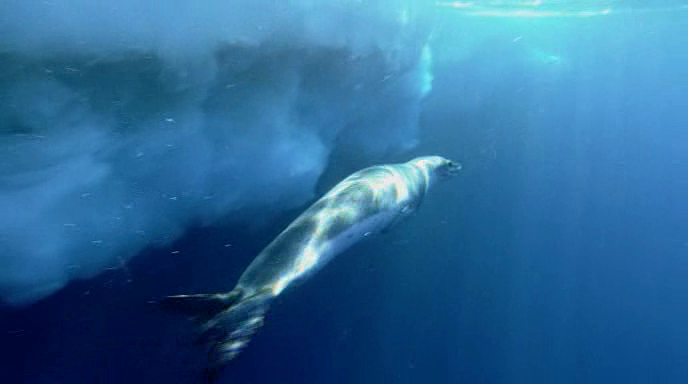
Tuleň leopardí při proplouvání vedle ledové kry

Druh má cirkumpolární rozšíření v antarktických a subantarktických vodách, zhruba mezi 50–80° j. š. Vyskytuje se v oblastech, kde se ledové kry spojují v téměř souvislou ledovou pokrývku (tzv. pack ice). Při absenci ledových ker obývá hlavně pobřežní vody kolem Antarktidy. Výskyt druhu sahá od antarktického pobřeží až po subantarktické ostrovy jako jsou Kergueleny nebo ostrov Macquarie, kde se hlavně v září a říjnu vyskytují juvenilní jedinci. Obecně se dá říci, že hustota výskytu tuleňů leopardích stoupá směrem ke kontinentu, tzn. nejnižší je u subantarktických ostrovů a nejvyšší těsně u antarktického kontinentu. Občas se objeví i v teplejších vodách, jako je pobřeží Nového Zélandu, kde bývají vzácně, avšak pravidelně pozorováni. Raritní pozorování pochází i z Jihoafrické republiky, Austrálie, Chile, Brazílie a Falkland. Zcela výjimečně může tuleň leopardí zabloudit i do tropických vod – k jeho pozorování došlo na Cookových nebo Pitcairnových ostrovech.

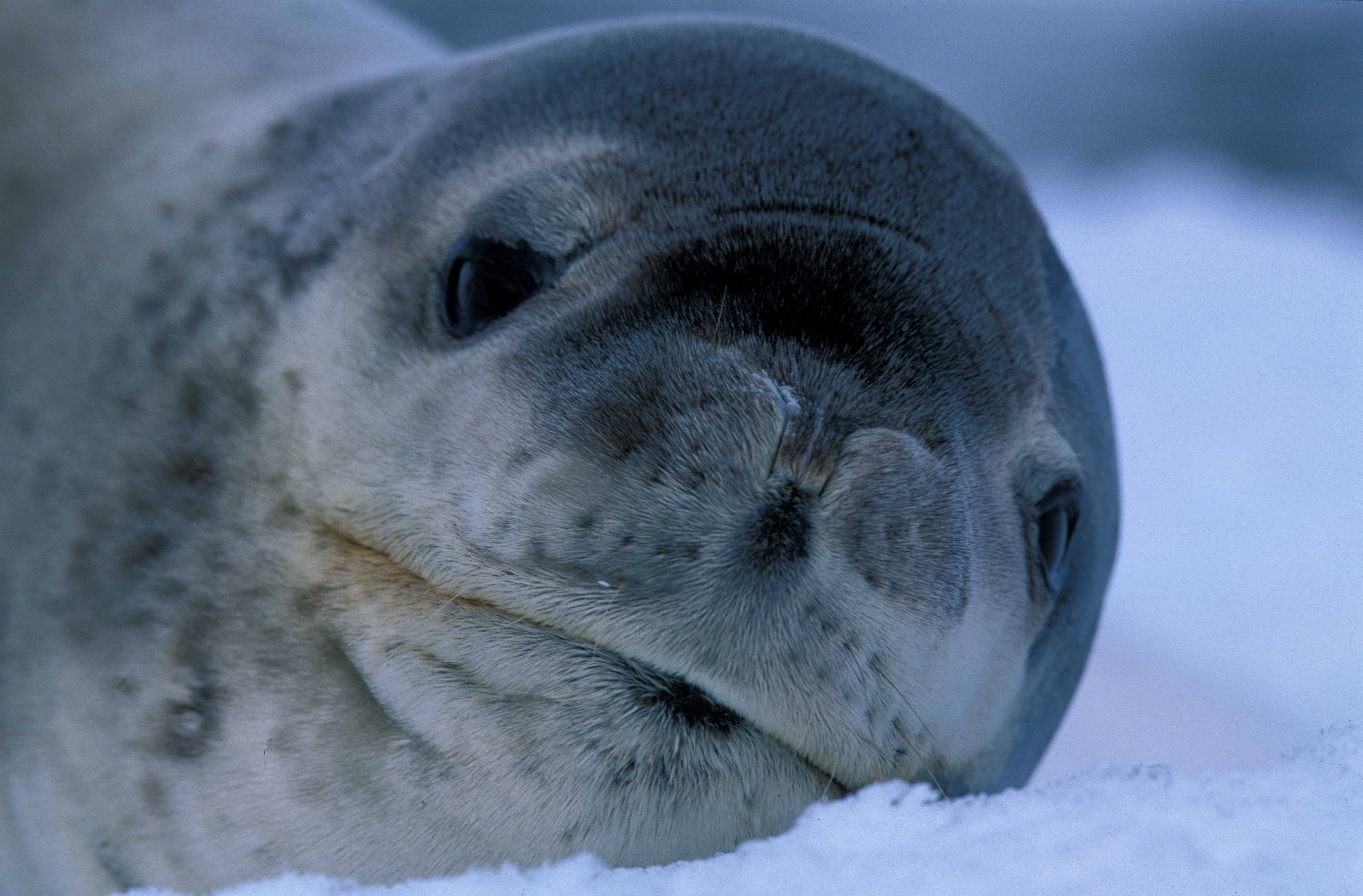
Detail hlavy

Velikost celkové populace je velmi složité a nákladné odhadnout. Problém představuje rozlehlost a extrémně náročná dostupnost areálu rozšíření, nízká hustota výskytu a to, že tuleni tráví velkou část života ve vodě. Proběhlo zatím jen několik odhadů početnosti jejich populace, například roku 1958, který hovořil o 100 000–300 000 jedincích, nebo roku 1984, který došel k početnosti kolem 220 000–440 000 jedinců. Tyto odhady byly založeny na velmi malých vzorcích a byly extrémně spekulativní. Zatím nejpřesnější a nejkomplexnější průzkum početnosti tuleňů leopardích pochází z let 1996–2001, kdy probíhal projekt Antarctic Pack-Ice Seal (APIS; česky něco jak Antarktičtí tuleni ledových ker). Během tohoto projektu došlo k leteckému a lodnímu průzkumu doprovázeného terénním výzkumem v místech, kde se tuleni sdružují na ledu. Podle tohoto průzkumu existuje pouze kolem 35 500 (rozsah 10 900–102 600) tuleňů leopardích. To odpovídá cca 18 000 dospělých jedinců.

## Biologie
Jedná se o výborné plavce. Pohybu pod vodou je primárně dosaženo mohutnými rozmachy dlouhých předních ploutví, což je typické spíše pro lachtanovité. Tuleňovití ploutvonožci se totiž pod vodou jinak pohybují pomocí vlnění těla. Po ledu se tuleni leopardí pohybují hadovitými pohyby s častým sklouznutím, jako to dělají tučňáci. Jsou zvídaví a velmi krotcí a k člověku i lodím se mohou přiblížit na bezprostřední vzdálenost. Často také vykukují z vody, aby pozorovali dění na ledových krách nebo na lodích. Občasným predátorem tuleně leopardího je kosatka dravá. Velké druhy žraloků patrně také mohou představovat hrozbu, ale přímé důkazy zatím chybí.

### Vokalizace a sociální chování
Tuleni leopardí žijí převážně samotářsky. Nejpočetnější jsou u okrajů ledových ker, na kterých nezřídka odpočívají. Obecně se dá říci, že dospělí tuleni dosahují nižší populační hustoty než mladí, dospívající tuleni. Klíčovou roli v prostorovém rozmístění a rozmnožovacím chování hraje vokalizace, která se může nést skrze vodní sloupec velmi daleko. Zatímco samice se hlasově projevují spíše zřídka, samci vydávají zvuky velmi často a někdy dokážou vokalizovat i celé hodiny. Samci vydávají zvuky zejména během rozmnožovacího období. Vokálními projevy si jednak vyhrazují prostorové teritorium, a jednak jím lákají samice. Samice vokalizují hlavně v době, kdy jsou připraveny k páření.
Vokální projevy samců mají střední až nízkou frekvenci v rozmezí 300–3500 Hz. Frekvenčně nejnižší zvuky lze slyšet i nad vodou, kde je lze dokonce i fyzicky cítit skrze vibrace ledových ker. Vokální projevy dospělých samců během říje jsou značně standardizované. Lze rozlišit v zásadě 5 typů, kterými jsou vysoce položený dvojitý trylek, středně položený jednoduchý trylek, nízko položený klesající trylek, nízký dvojitý trylek a zahoukání s jednoduchým nízkým trylkem. Subadultní jedinci naproti tomu mají o něco bohatší repertoár. Vedle zvuků připomínající vokální projevy dospělých samců vydávají i řadu jiných, jejichž funkce však zůstává nejasná. I přes nízkou variabilitu typů vokálních projevů si dospělci dovedou svůj vokalizační projev uspořádat do unikátních kombinací, které pak nesou informaci o individuální identitě jedince.

### Rozmnožování

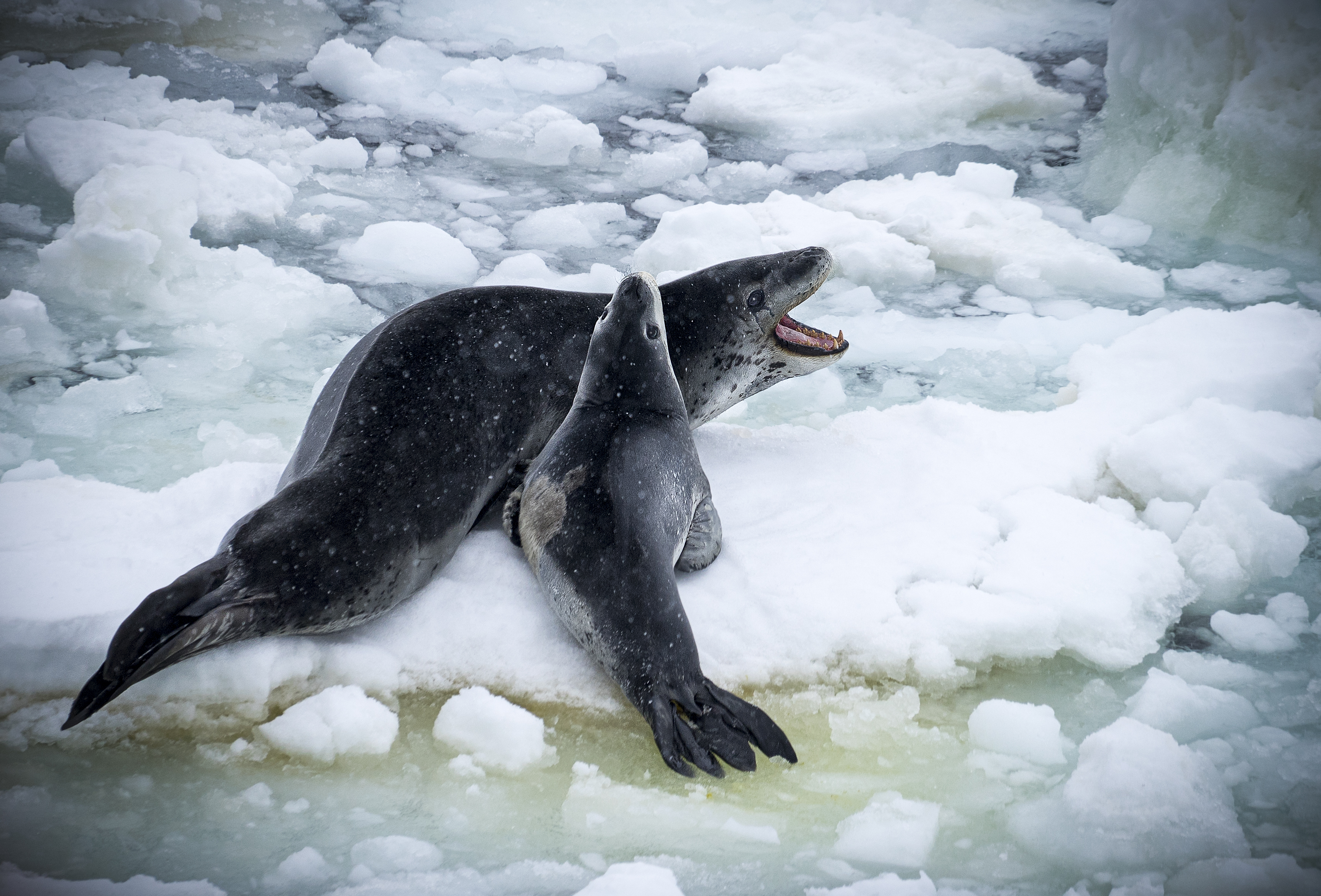
Samice s mládětem

Vzhledem k extrémní povaze habitatu tuleňů leopardích a jejich solitérnímu způsobu života toho není o jejich rozmnožování příliš mnoho známo. Vrhy mláďat probíhají nejčastěji od počátku listopadu do konce prosince, občas už i počátkem října nebo naopak až počátkem ledna. Krátce po vrhu samice vstupuje do estrálního cyklu, přičemž ovuluje jen jednou za rok. Ke kopulacím dochází ve vodě, což však nebylo ve volné přírodě nikdy pozorováno. Není jasné, zda u samic dochází k odložené nidaci jako u řady jiných ploutvonožců. Březost trvá kolem 8–9 měsíců, nebo možná ještě déle. Doba laktace se pohybuje patrně kolem 2–4 týdnů. Není jasné, zda k vrhům dochází primárně na ledových krách nebo ve vodě, je nicméně známo, že k vrhům a výchově mláďat může docházet na pevné půdě na břehu.
K línání dochází na ledových krách po období říje někdy od ledna do června. Míra úhynu mláďat v prvním roce života se pohybuje kolem 25 %. U samic nastává ovulace již ve druhém roce života a k zabřeznutí dochází od třetího roku. Samci dosahují pohlavní dospělosti až ve 4–6 letech.

### Potrava a potápění

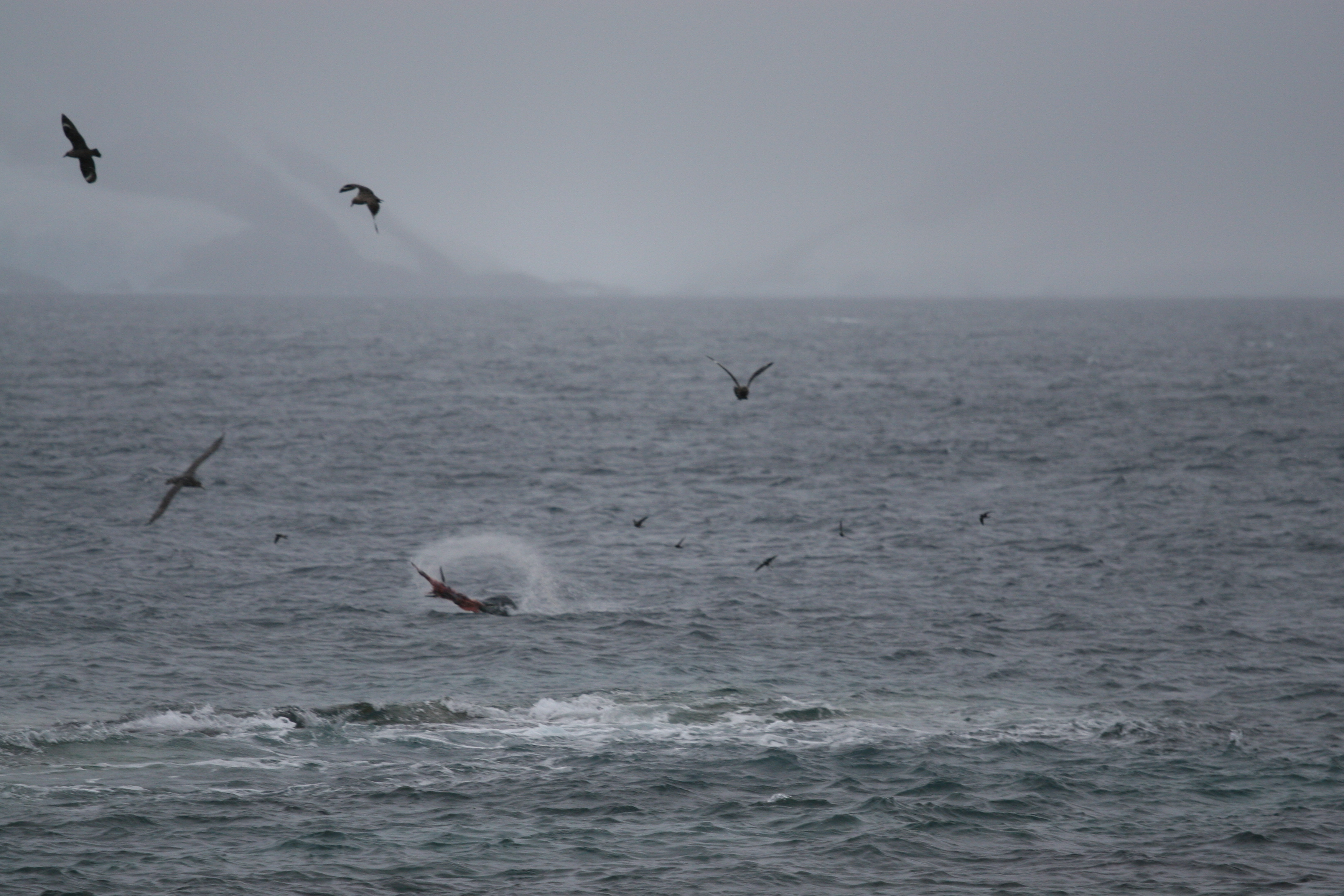
Tuleň leopardí při mrskání tučňákem oslím o vodní hladinu

Tuleň leopardí má velmi zvláštní dvojí potravní specializaci, což se odráží i ve dvojí specializaci jeho chrupu. Živí se buďto větší kořistí včetně tučňáků a jiných ploutvonožců, pro jejichž zpracování používá hlavně špičáky a řezáky, a nebo krilem, který filtruje přes své zadní špičáky. Tato dvojí specializace na tak odlišnou kořist je u savců značně nevídaná a byla přirovnávána k tomu, že by lev vedle zeber ve velkém hodoval i na termitech a mravencích. Složení jídelníčku i hlavní lovená kořist se liší podle lokace, ročního období a svou roli bude patrně hrát i pohlaví jedince. Lze tak říci, že tuleň leopardí je extrémním oportunistou a hoduje v podstatě na veškeré větší kořisti, na kterou narazí. Např. u Ptačího ostrova Jižní Georgie tvoří hlavní potravní složku lachtani antarktičtí, zatímco tuleni leopardí ze západní části Antarktického poloostrova pojídají hlavně kril. Tuleň leopardí hoduje na velkých teplokrevných živočiších více než kterýkoliv jiný ploutvonožec. Co se týče jiných ploutvonožců, v jídelníčku tuleňů leopardích se pravidelně ocitá tuleň krabožravý, tuleň Weddellův, rypouš sloní či lachtani rodu Arctocephalus. Míra predace na jiných ploutvonožcích může být natolik vysoká, že např. u Sloního ostrova (Jižní Shetlandy) tuleni leopardí zabraňují růstu kolonie lachtanů antarktických.

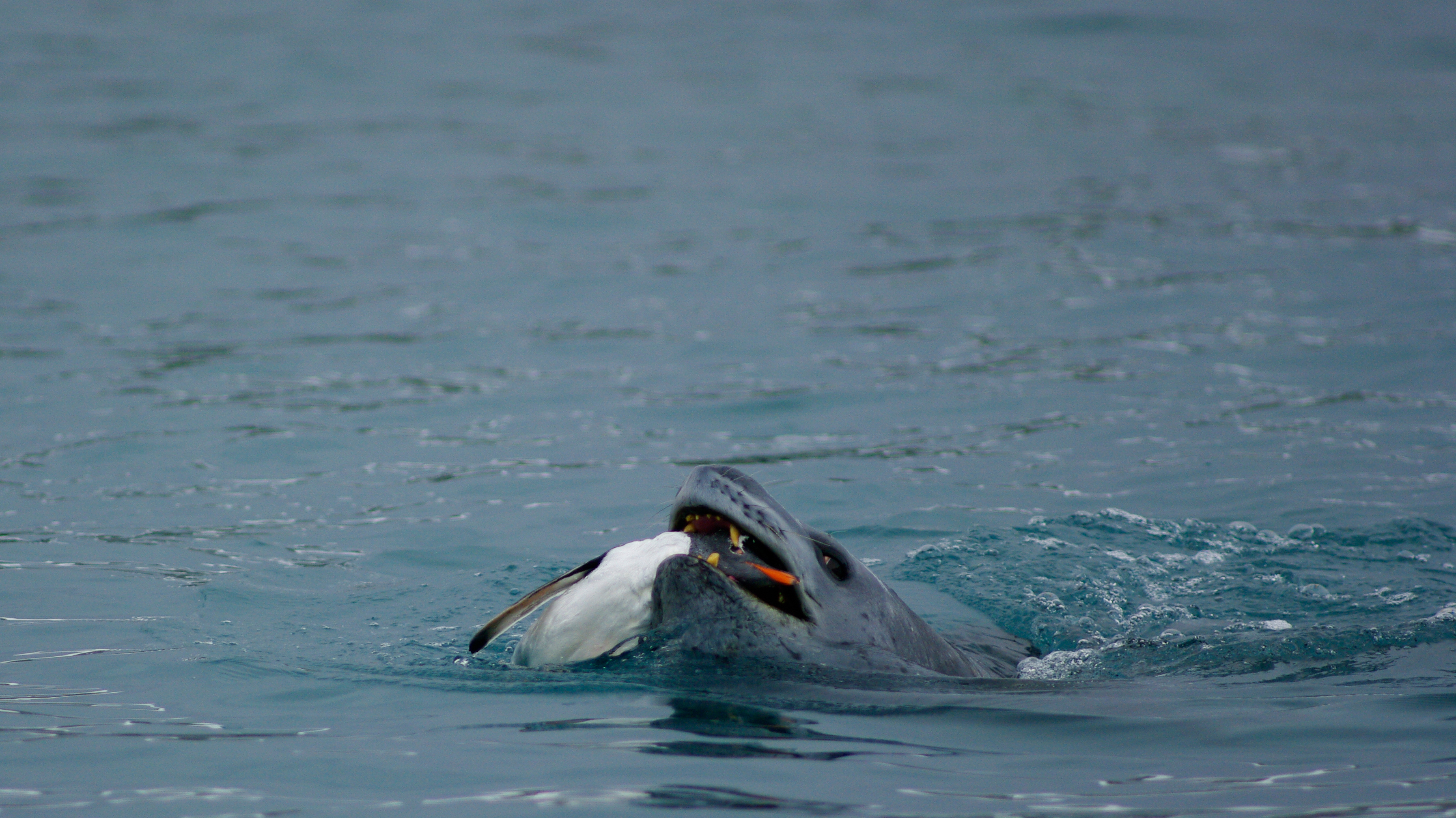
Tuleň leopardí s uloveným tučňákem v tlamě

Známé a dobře zdokumentované je hodování na různých druzích tučňáků. Např. v Prydzově zálivu tuleni leopardí loví tučňáky kroužkové. Podle terénního výzkumu jeden tuleň ulovil 14 tučňáků za 2 dny, z toho 9 v rozmezí 110 minut. Bylo odhadnuto, že pouhých 6 tuleňů leopardích může během 120 dnů vyhladit kolem 2,7 % tamější tučňáčí kolonie. U Crozierova mysu tuleni leopardí každoročně odloví až 5 % tamějších tučňáků kroužkových. Tuleni loví tučňáky hlavně ve vodě těsně u ker poté, co tučňák skočil do vody nebo se chystá vyplavat z vody zpět na kru, nebo když tučňák uklouzne a spadne do vody. Tuleni proto kolonii tučňáků neustále monitorují vykukováním z vody. Dokáží však tučňáky i vtáhnout do vodu z okraje ledové kry nebo dokonce prorazit v ledu svou hlavou díru a skrze ni vtáhnout tučňáka do vody. Tuleň leopardí typicky zachytí tučňáka pomocí zubů a drží jej až do jeho vyčerpání. S kořistí pak mrská pod vodou a na hladině sem a tam, čímž se postupně odloupne opeřená kůže tučňáka a tuleň se tímto dostane k masu a tuku pod kůží. Masivní náraz, kterým mrská s tučňákem o vodní hladinu, může být člověkem slyšitelný na více než 1 km.

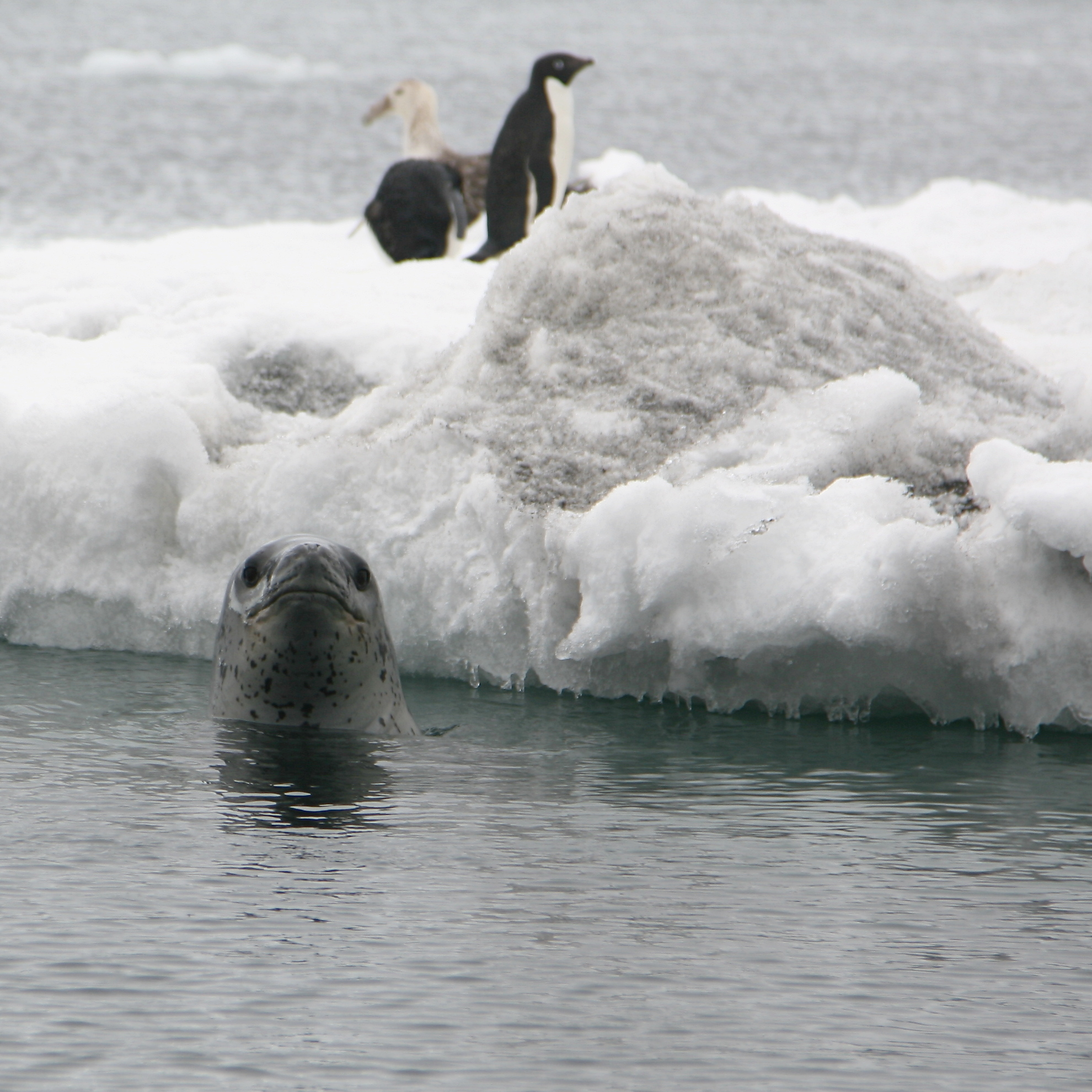
Tuleň leopardí při vykukování z vody vedle kry s tučňákem a buřňákem

Vedle tučňáků tuleni leopardí nepohrdnou ani mořskými ptáky, jako jsou buřňáci, kormoráni, racci, rybáci nebo kachny. Tito ptáci však patrně tvoří jen zanedbatelnou část jejich jídelníčku. U novozélandských břehů tvoří jednu z hlavních potravních složek dokonce i žraloci. K další kořisti patří pelagické i bentické druhy ryb, desetiramenatci, korýši nebo různonožci. Jsou známy případy tuleňů leopardích hodujících na mršině velkého kytovce. Tuleni leopardí typicky loví samostatně, avšak občas patrně mohou lovit i ve dojících. Může se u nich vyskytovat i vnitrodruhový kleptoparazitismus, tzn. jeden tuleň leopardí krade ulovenou kořist jinému.
Nedílnou součást jídelníčku tuleňů leopardích tvoří kril. Ten loví pomocí sukce, tzn. nasátí spolu s mořskou vodou do tlamy. Voda je následně vytlačena skrze zadní špičáky, které při sevření čelistí vytvoří efektivní síto a fungují tak na podobném principu jako kostice velkých kytovců. Zatímco voda je vytlačena ven, v tlamě zbude kořist. Vzhledem k tomu, že u starších tuleňů nedochází k opotřebování těchto filtračních zubů, avšak špičáky a řezáky bývají s přibývajícím věkem opotřebené, předpokládá se, že zadní špičáky nejsou používány ke zpracování větší kořisti a slouží primárně k odfiltrování vody. Tuleni loví potravu především v noci, kdy je jejich kořist při hladině (jak jiní ploutvonožci a tučňáci, tak kril). Schopnost tuleňů leopardích efektivně využívat dva zcela rozdílné krmné biotopy patrně stojí i za tím, proč je tento druh tak úspěšný. Schopnost tuleňů leopardích požírat troficky velmi odlišné typy potravy se odráží i v jejich zažívacím systému. Ten je oproti ostatním ploutvonožcům značně zpomalený a pomalou rychlostí se blíží spíše suchozemským predátorům.

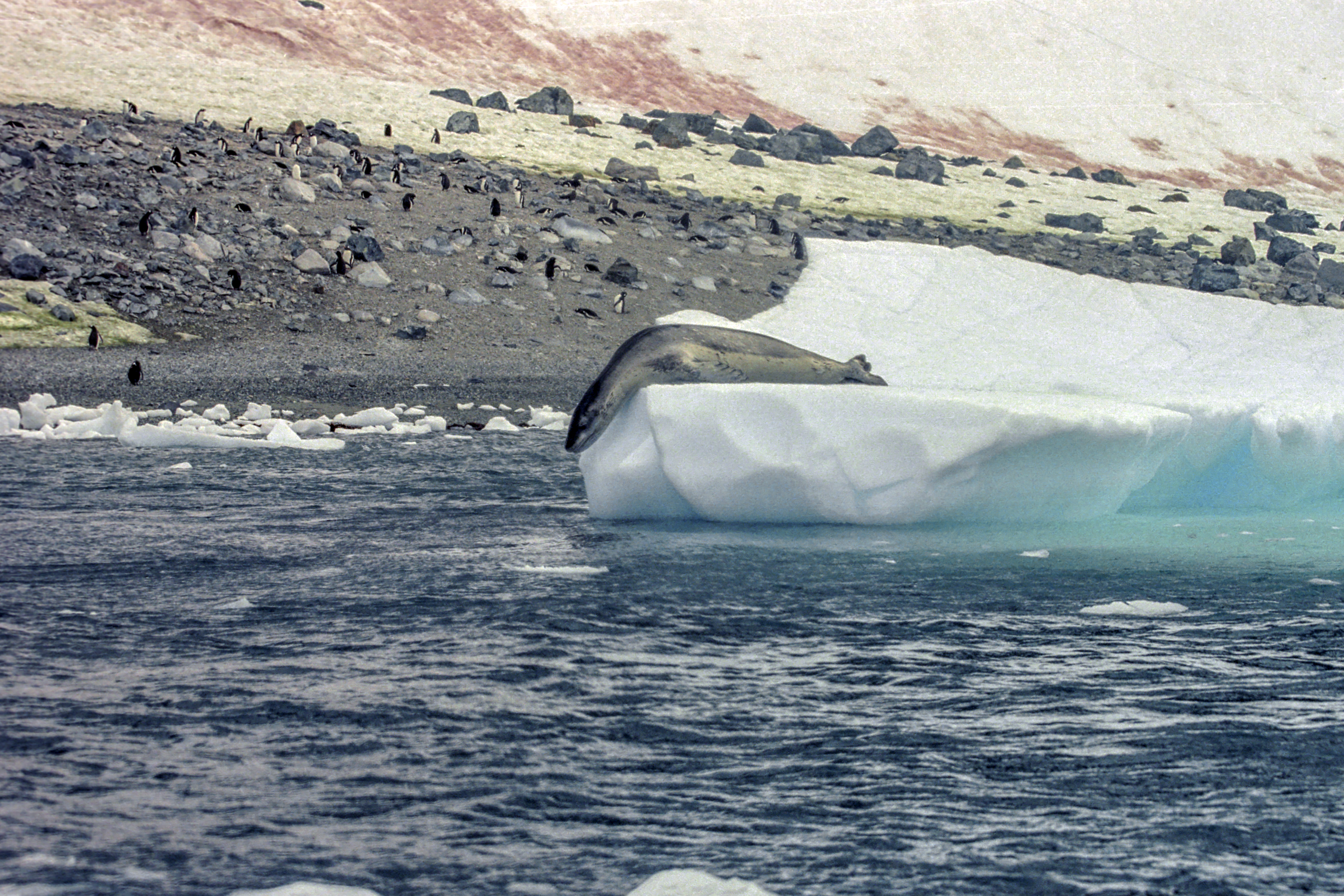
Tuleň leopardí číhající na tučňáky na ledové kře

Většina potravy je konzumována ve vodě, tučňák je občas po usmrcení vtažen na břeh, kde jej tuleň sežere. Tuleni leopardí se potápí v zásadě do mělkých hloubek na krátkou dobu, nicméně své potápěcí návyky dokáží přizpůsobit chování kořisti. Tak např. u populace od Livingstonova ostrova bylo 90 % ponoření mělčích než 30 m a průměrná délka ponorů byla 2 min 12 vteřin. Velmi podobně na tom byla většina tuleňů leopardích od západních břehů Antarktického poloostrova, kde byla průměrná hloubka ponorů 29 m a průměrná délka ponoru 3 minuty. V rámci této skupiny se však našlo několik jedinců, kteří střídali tyto krátké mělké ponory s hlubokými dlouhými ponory. Ten nejhlubší z nich měl 1256 m a trval 25 minut, což je vůbec nejhlubší a nejdelší zaznamenaný ponor tuleně leopardího. I přes to, že tuleň leopardí je oproti ostatním savcům fyziologicky dobře vybaven k potápění, jeho schopnost uchovávat kyslík v těle (např. pomocí hemoglobinu) je menší než u ostatních tuleňovitých.

## Vztah k lidem

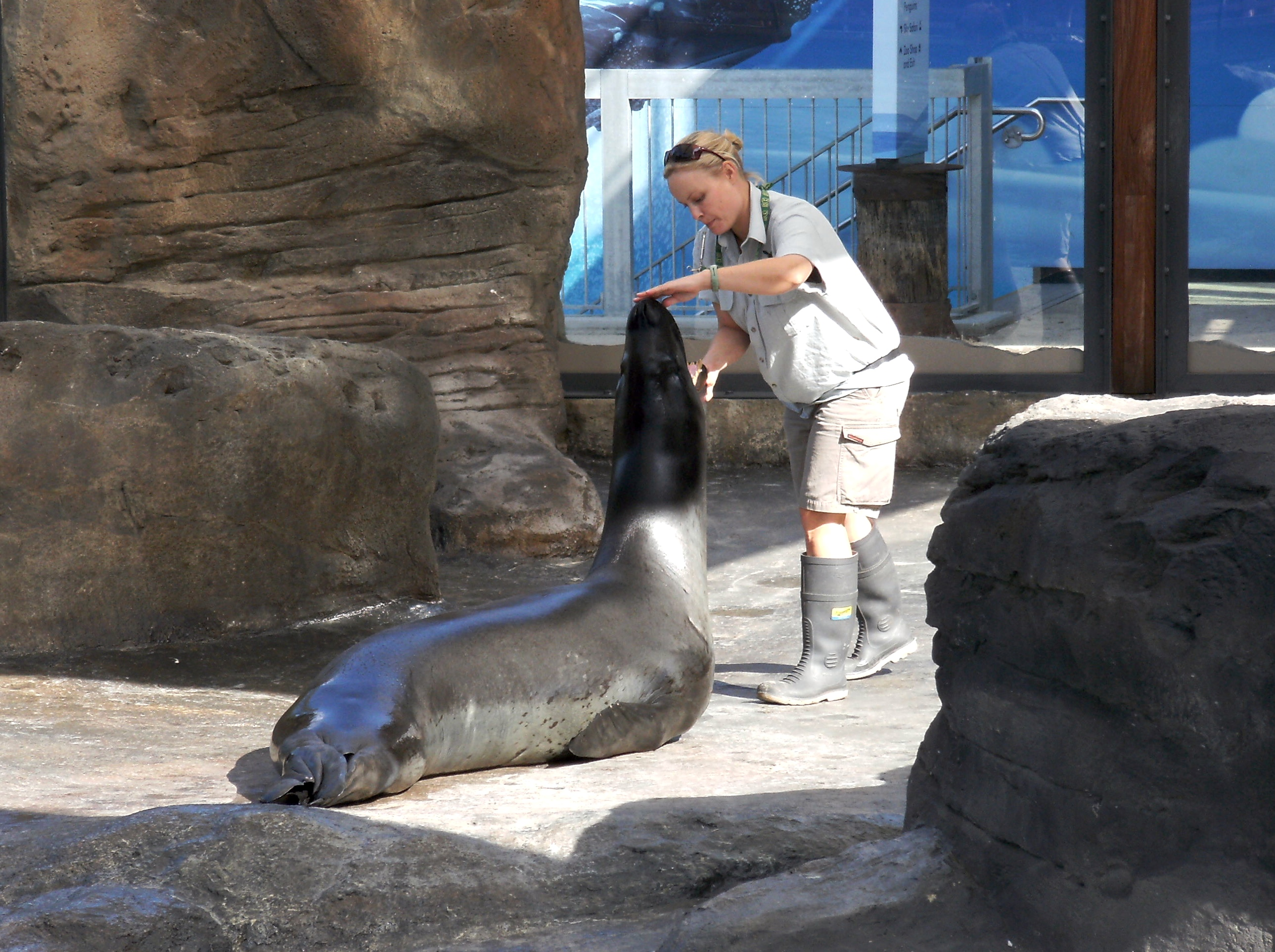
Casey, samec tuleně leopardího při tréninku v zoo Taronga v roce 2009

Tento ploutvonožec je v zoologických zahradách chován jen výjimečné. Posledním známým exemplářem chovaným v zoo byl samec Casey, který žil mezi lety 2007–2014 v zoo Taronga v australském Sydney. Casey byl nalezen na pláži Wattamolla jižně od Sydney. Tento jedinec byl nicméně po dlouhé nemoci utracen a od té doby se tuleň leopardí nikde nechová. K zajímavým interakcím tuleně leopardího s člověkem patří zkušenost fotografa Paula Nicklena z National Geographic, který se potápěl u antarktických břehů, kde tuleně dokumentoval. Jedna z tamějších samic mu začala přinášet živé a později i mrtvé naporcované tučňáky, čímž se mu patrně snažila pomoci se najíst. Tuleni leopardí se objevili v dokumentárních filmech, jako je Tuleň leopardí: Pán ledu (Leopard Seals: Lords of the Ice) nebo Frozen Planet II (4. díl).

### Útoky na lidi

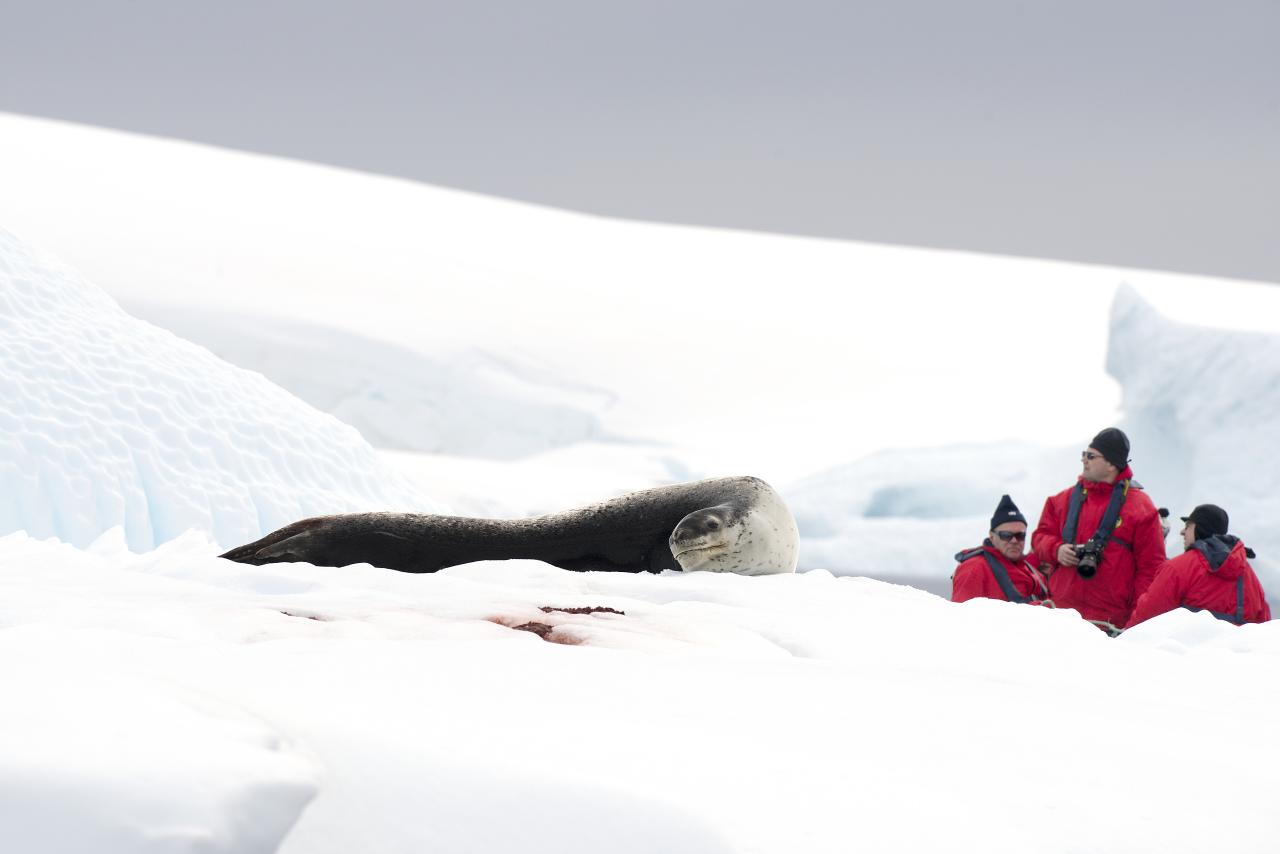
Trojice pozorovatelů vedle tuleně leopardího

Tuleň leopardí může zaútočit i na člověka, o čemž bylo zdokumentováno hned několik případů. Jeden z raných záznamů pochází z Shackletonovy expedice z let 1914–1917, kdy byl pruský dobrodruh Thomas Orde-Lees pronásledován na ledových krách tuleněm leopardím. Zuřivou honičku zakončil až Frank Wild, který zvíře zastřelil. V roce 1985 byl zase skotský objevitel Gareth Wood dvakrát kousnut do nohy, když se jej tuleň leopardí snažil stáhnout z ledových ker do vody. Wooda zachránili až jeho kolegové, kteří tuleně přemohli kopanci do hlavy botami s nasazenými mačkami. V roce 2021 zase tuleň leopardí zaútočil na trojici harpunářů v pobřežních vodách Jihoafrické republiky, když lovili ryby zhruba 400 m od břehu. Tuleň trojici zbavil jejich harpun, rozerval ploutve a za neustálých útoků, během kterých harpunáři utrpěli četná tržná i bodná zranění tuleními zuby, je pronásledoval asi 30 minut, než se harpunářům podařilo dostat ke břehu.

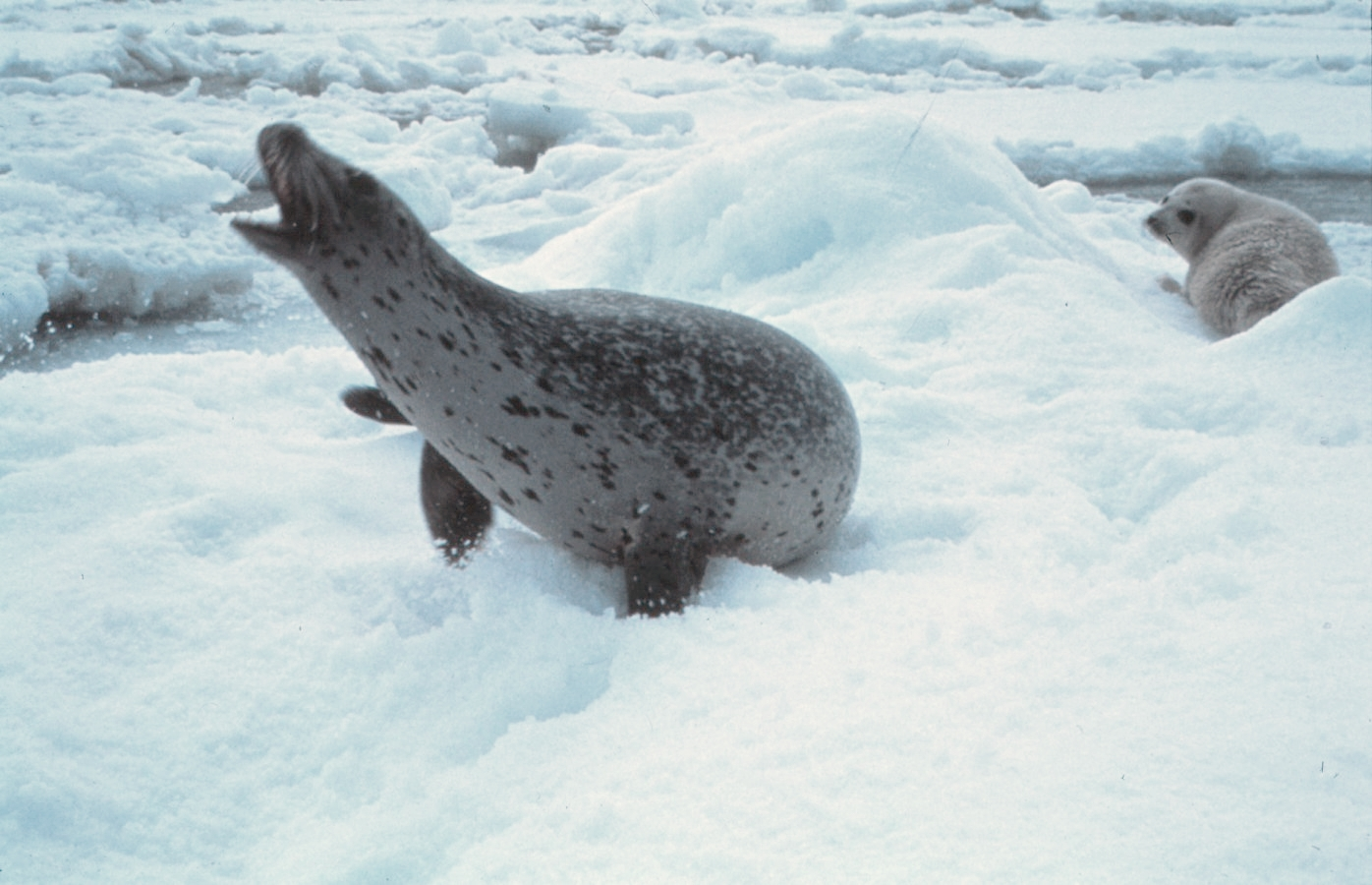
Samice s mládětem se ohání na fotografa, který se dostal k tulenici příliš blízko

V roce 2003 došlo k prvnímu zdokumentovanému úmrtí člověka následkem útoku tuleně leopardího. Obětí útoku se stala mořská bioložka Kirsty Brownová během šnorchlování v antarktických vodách, kde prováděla rutinní kontrolu vědeckých zařízení umístěných nedaleko polární stanice Rothera. Brownová byla součástí malého čtyřčlenného týmu, který prováděl výzkum v South Cove poblíž Rothera. Se svým kolegou Richardem Burtem šnorchlovali zhruba 15 m od sebe pouhých 20 m od břehu, když ostatní členové týmu zaslechli výkřik, načež Brownová zmizela pod vodou. Krátce na to zbytek týmu z nedaleké lodi letmo zahlédl Brownovou, jak se na okamžik vynořila z vody spolu s obřím tuleněm leopardím. Richard Burt doplaval k místu, kde Brownová zmizela pod vodou, a asi 5 m pod sebou uviděl její ponořené tělo, přičemž ji za plaveckou ploutev držel tuleň. K místu byla okamžitě vyslána záchranná loď. Zhruba po deseti minutách se asi jeden kilometr od incidentu z vody vynořil tuleň leopardí, který držel v tlamě Brownovou za její hlavu. Záchranáři tuleně odehnali a bioložku vytáhli na palubu. Pokusy o její oživení byly nicméně neúspěšné.

### Ohrožení
Mezinárodní svaz ochrany přírody hodnotí druh jako málo dotčený, protože jej akutně nic neohrožuje. Populační trend je nicméně neznámý, jelikož z důvodu náročného a nepravidelného sčítání tuleňů nejsou k dispozici potřebná data, která by bylo možné porovnat. Na rozdíl od řady jiných druhů ploutvonožců, tuleň leopardí nikdy nebyl systematicky loven lidmi. Dá se předpokládat, že tání antarktického ledu během probíhajícího globálního oteplování bude mít na tuleně leopardí negativní vliv.